# Juan I Alberto de Polonia

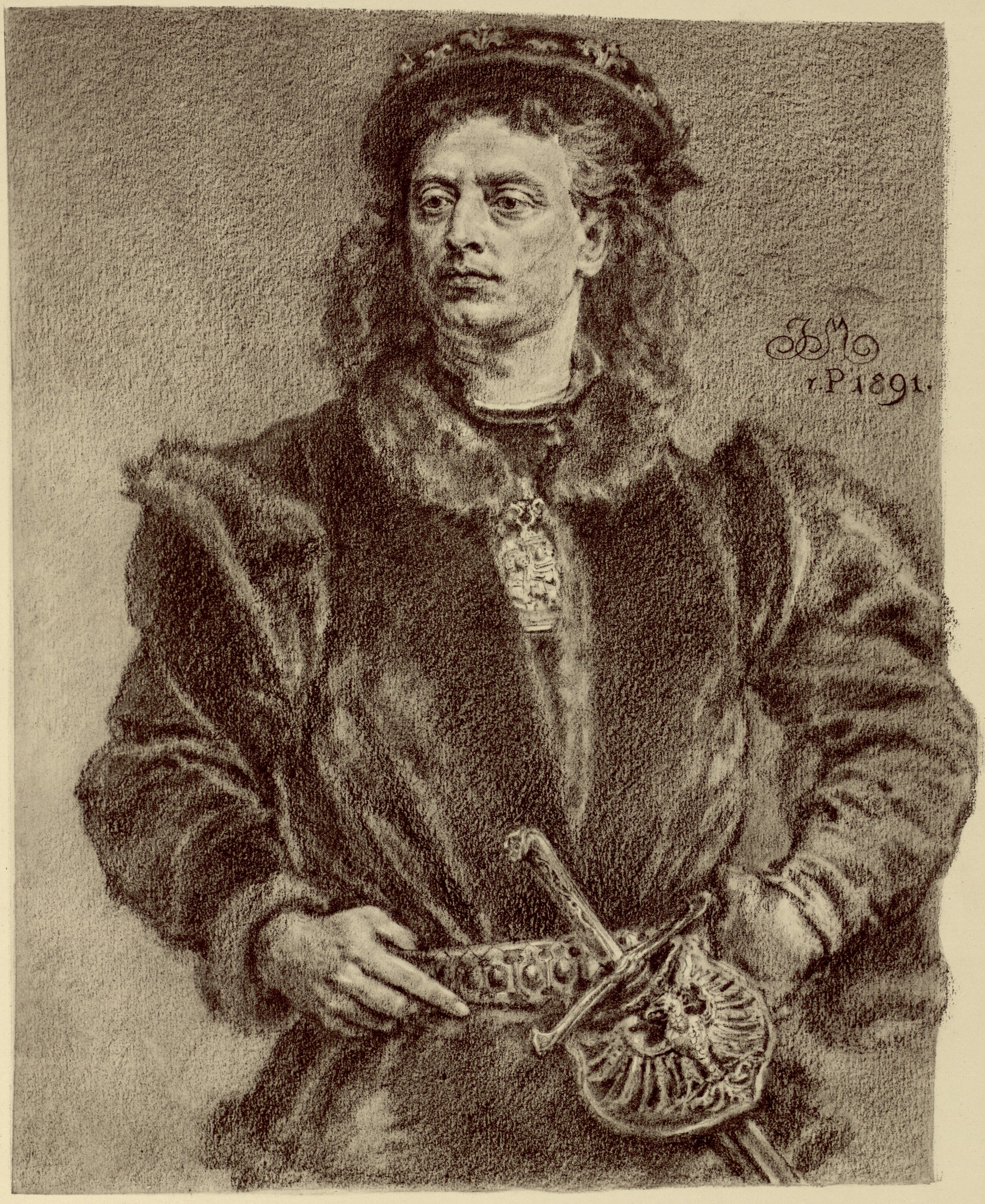
Juan I Alberto de Polonia.

Juan I Alberto Jagellón (en polaco: Jan I Olbracht; Cracovia, 27 de diciembre de 1459 - Torun, 17 de junio de 1501), rey de Polonia (1492-1501). Hijo de Casimiro IV y de Isabel de Habsburgo.
Guerreó contra el principado de Valaquia y realizó concesiones a la pequeña nobleza. Llevó también una política hostil al principado de Moldavia, aliado de los otomanos, que finalizó con el desastre de Bucovina (1497).

## Historia
Casimiro IV Jagellón (1427-1492), gran duque de Lituania (1440-1492) y rey de Polonia (1447-1492) fue uno de los gobernantes polacos más activos, bajo el cual Polonia, al derrotar a los Caballeros Teutónicos en la Guerra de los Trece Años, recuperó Pomerania, y la dinastía Jagellónica se convirtió en una de las principales casas reales de Europa.  A su muerte en 1492, la unión personal entre la Corona del Reino de Polonia y el Gran Ducado de Lituania estaba rota. Un hijo, Juan I Alberto de Polonia fue proclamado rey de Polonia, mientras que su hermano Alejandro gobernó el Gran Ducado de Lituania. Siguiendo a su padre, Juan Alberto intentó ganarse el apoyo de la nobleza, otorgándole varias concesiones en los Estatutos de Piotrków. La fallida invasión de Moldavia en 1497 complicó la situación interna de Polonia y fortaleció la posición de la nobleza. Al mismo tiempo, Lituania fue atacada por Iván III de Rusia, y en 1499 ambas naciones firmaron la Unión de Cracovia y Vilna, que revivió la alianza polaco-lituana. En 1500 murió Juan Alberto y el 3 de octubre de 1501 Alejandro se convirtió en rey de Polonia. Su elección empeoró la posición de los lituanos, que aceptaron la Unión de Mielnik. El propio Alejandro tuvo que firmar el Privilegio de Mielnik, que limitó su autoridad y amplió los poderes del Senado.
| Predecesor: Casimiro IV | Rey de Polonia 1492 - 1501 | Sucesor: Alejandro I |